# Colle Pinzuto
Der Sektor Colle Pinzuto ist ein 2,4 Kilometer langer Schotterabschnitt, der seit 2008 jährlich vom italienischen Eintagesrennen Strade Bianche befahren wird. Er verbindet Pieve a Bozzone mit Monteliscai und wird von der Organisation mit einer Schwierigkeit von vier der fünf möglichen Sterne bewertet.

## Charakteristik
Der Sektor Colle Pinzuto zählt mit vier von fünf Sternen zu den anspruchsvolleren Schottersektoren der Strade Bianche. Auf seiner Länge von 2,4 Kilometern verläuft er meist ansteigend, wobei die höchsten Steigungsprozente bereits zu Beginn des Sektors erreicht werden. Die Anfahrt bei der Strade Bianche erfolgt von Pieve a Bozzone über die Strada di Pieve a Bozzone, ehe die Fahrer rechts auf die Strada di Colle Pinzuto abbiegen.
Die ersten 100 Meter des Sektors verlaufen flach in einer langgezogenen Rechtskurve. Mit der Überquerung des Torrente Bolgione beginnt die Straße nach einer Linkskurve allmählich zu steigen. Nach 200 Metern erfolgt der steilste Abschnitt des Sektors, der auf einer Länge von 300 Metern eine durchschnittliche Steigung von etwa 12 % aufweist. Dabei werden maximale Steigungsprozente von 15 % erreicht. Nach zwei Kehren erreicht man ein Gehöft, wo die Straße nach 600 gefahrenen Kilometern abflacht und im Anschluss auf geraden Straßen leicht abschüssig Richtung Norden führt. Nach rund einem Kilometer folgen 250 weitere ansteigende Meter, ehe es bei leichten Steigungsprozenten zum Ende des Sektors geht. Dieses befindet sich beim Weingut San Giorgio a Lapi.

## Geschichte

### Strade Bianche
Der Colle Pinzuto wurde erstmals bei der 2. Austragung der Strade Bianche befahren und stand seither jährlich im Programm des Rennens. Im Jahr 2008 stellte er den abschließenden Schotter-Sektor da und wurde erst 10,6 Kilometer vor dem Ziel erreicht. Bereits ein Jahr später wurde der Abschnitt von Le Tolfe als abschließender Abschnitt eingeführt, womit die Distanz vom Colle Pinzuto zum Ziel auf 19,6 Kilometer anwuchs. Zwischen den Jahren 2014 und 2023 bildet der Colle Pinzuto als vorletzter Sektor gemeinsam mit den Sektoren Monteaperit und Le Tolfe das Finale der Strade Binache. Im Jahr 2024 kam es zu einer entscheidenden Streckenveränderung der Strade Bianche. Seither wird unweit von Siena ein Rundkurs in der finalen Rennphase absolviert. Der Colle Pinzuto wird dabei zweimal überquert, wobei er bei seiner zweiten Befahrung weiterhin als vorletzter Sektor 19,1 Kilometer vor dem Ziel erreicht wird.
Im Jahr 2013 nutzte Moreno Moser den oberen flacheren Abschnitt des Colle Pinzuto um sich von der Favoritengruppe abzusetzen. Im Anschluss schloss er die Lücke zu den Ausreißern und distanzierte diese im abschließenden Sektor von Le Tolfe, ehe er als erster Italiener die Strade Bianche gewann. Bei der Strade Bianche 2014 schlossen der Weltmeister Peter Sagan, Fabian Cancellara und Zdeněk Štybar im Anstieg des Colle Pinzuto zum führenden Gianluca Brambilla auf. Nachdem der Italiener distanziert worden war, fuhr das Trio geschlossen nach Siena, wo sich Fabian Cancellara im Sprint vor Zdeněk Štybar durchsetzte und so als erster Fahrer drei Austragungen des Schotterrennens gewann.
Bei der verregneten Austragung der Strade Bianche 2018 nutzte Tiesj Benoot den Colle Pinzuto um seinen Rückstand gegenüber Wout van Aert und Romain Bardet zu verringern, die sich bereits im Sektor Monte Sante Marie abgesetzt hatten. Der Belgier schloss kurz nach dem Colle Pinzuto die Lücke zu dem Führungsduo und distanzierte diese in der Schlusssteigung von Le Tolfe, ehe er seinen ersten Profisieg als Solist feierte. Ein Jahr später setzten sich Julian Alaphilippe und Jakob Fuglsang im Anstieg des Colle Pinzuto von den restlichen Favoriten ab.

### Giro d’Italia
Im Jahr 2025 wurde der Colle Pinzuto erstmals vom Giro d’Italia befahren. Er diente dabei als abschließender Schotter-Sektor der 9. Etappe, die zwischen Gubbio und Siena ausgetragen wurde. Das Ende des Schotterabschnitts wurde 14 Kilometer vor dem Ziel erreicht. Isaac Del Toro nutzte dabei den Sektor um sich gemeinsam mit Wout van Aert von den restlichen Fahrern der Spitzengruppe abzusetzen. Wout van Aert gewann die Etappe, während Isaac del Toro die Maglia Rosa übernahm.